# Alessandro Anselmi
Alessandro Anselmi (Roma, 27 giugno 1934 – Roma, 28 gennaio 2013) è stato un architetto italiano.

## Biografia
Nasce a Roma nel 1934, dove si laurea in architettura nel 1963. Nel 1962 è tra i fondatori del GRAU (Gruppo Romano Architetti Urbanisti), che in quegli anni inizia la battaglia per il superamento del movimento moderno, sostenendo la necessità di recuperare la centralità artistica nel progetto di architettura. L'intensa attività progettuale di Anselmi testimonia un percorso che va dall'antesignano "rapporto con la storia" degli anni Sessanta al recupero critico e contemporaneo dell'esperienza di oggi. Oltre all'attività professionale, si è sempre impegnato nella didattica e nella ricerca teorica.
Laureato in Architettura a Roma nel 1963, è stato docente di Composizione architettonica presso Università degli Studi "Mediterranea" di Reggio Calabria poi alla Sapienza di Roma, e infine all'Università Roma Tre.
È stato autore di numerosi saggi; dal 1974 al 1981 è stato redattore di Controspazio e ha fatto parte del consiglio scientifico della rivista d'architettura Area. Nel 1999 ha ricevuto il premio del Presidente della Repubblica per l'Architettura; nello stesso anno ha ricevuto il titolo di Accademico nazionale di San Luca ed è stato più volte visiting professor in varie scuole d'architettura francesi e svizzere. Il suo lavoro è stato documentato in numerose mostre e nelle più importanti pubblicazioni specialistiche.
Ha progettato diverse notevoli opere in Italia e Francia, dando un significativo contributo al dibattito architettonico a partire dagli anni sessanta; a Roma ha curato progetti per la sistemazione delle aree basilicali di San Giovanni in Laterano e Santa Croce in Gerusalemme, e l'insediamento multifunzionale alla stazione ferroviaria di San Pietro a Roma. Ai suoi progetti sono state dedicate numerose esposizioni e pubblicazioni.

## Archivio
Il fondo dell'architetto Anselmi è stato dichiarato di notevole interesse storico dalla Soprintendenza archivistica per il Lazio il 19 gennaio 1999. Le buste contengono corrispondenza, relazioni, materiale didattico, pubblicazioni e copie di disegni. Nelle scatole vi sono disegni e documentazione allegata ai progetti.
Ulteriore documentazione (casse 5 contenenti disegni, plastici 4) è conservata a Calvi dell'Umbria (TR); altri progetti si trovano nel fondo Biennale dell'Università IUAV di Venezia.

## Opere
Fra le realizzazioni si ricordano in particolare:
- Asilo di Guidonia (1960)
- Concorso per i nuovi uffici della Camera, Roma (1967)
- Nuovo cimitero comunale di Parabita (1967-1982)
- Concorso per l'Archivio di Stato di Firenze (1972)
- Mattatoio, cimitero e piazza comunale di Santa Severina (1979-1983)
- Concorso per residenze nel quartiere Testaccio (1984)
- Municipio di Rezé (1986-1990)
- Facoltà di Giurisprudenza dell'Ateneo di Catanzaro (1987)
- Ristrutturazione della caserma Cavour della Guardia di Finanza a Gaeta (1991)
- Edifici industriali a Montreuil (1991)
- Terminal della Rete tranviaria di Rouen (1993-1995)
- Facoltà di giurisprudenza dell'Università di Reggio Calabria (1988-2000)
- Municipio di Fiumicino (1997-2003)
- PUOM (progetto urbano Ostiense-Marconi) a Roma (1999)
- Palazzo dei congressi a Riccione (1999-2008)
- Chiesa di San Pio da Pietrelcina, Roma (2010)[5].
- Municipio di Fiumicino (2001)